# Carl Wilson (calciatore)
Carl Alan Wilson (Consett, 8 maggio 1940 – Durham, 24 gennaio 2019) è stato un calciatore inglese, di ruolo attaccante.

## Caratteristiche tecniche
Era un centravanti.

## Carriera
Nel 1958 viene acquistato dal Newcastle Utd, club della prima divisione inglese, con cui esordisce tra i professionisti nell'agosto del 1958 in una partita di campionato persa contro il Blackpool; rimane alle Magpies fino al gennaio del 1960 senza però giocare ulteriori partite ufficiali con il club, per poi trasferirsi al Gateshead, con cui nella seconda metà della stagione 1959-1960 segna 4 reti in 17 presenze in quarta divisione. Nella stagione successiva va invece a segno per 2 volte in 15 presenze con la maglia del Doncaster, sempre in quarta divisione; nella stagione 1961-1962, invece, dopo aver segnato una rete in 5 presenze in quarta divisione con i londinesi del Millwall (grazie alle quali arriva ad un totale in carriera di 37 presenze e 7 reti nei campionati della Football League) si trasferisce nei Paesi Bassi allo Sparta Rotterdam, con cui conclude l'annata giocando una partita nella prima divisione olandese, segnandovi peraltro una rete. Nella stagione 1962-1963 gioca invece in totale 16 partite con lo Sparta Rotterdam: 13 nella prima divisione olandese (competizione nella quale segna anche 3 gol), una in Coppa d'Olanda e 2 (con 3 reti segnate) in Coppa delle Fiere. A fine stagione si trasferisce poi in Germania, allo Schwarz-Weiß Essen, club di seconda divisione, con il quale nel corso della stagione 1963-1964 realizza 2 reti in 4 partite di campionato, per poi ritirarsi, all'età di 24 anni.